# MS Oasis of the Seas
Oasis of the Seas – statek pasażerski zbudowany w fińskiej stoczni w Turku – STX Europe, na zamówienie towarzystwa żeglugowego Royal Caribbean Cruise Line. Drugi co do wielkości statek pasażerski świata – o 5 cm krótszy od siostrzanego statku MS Allure of the Seas.

## Budowa
Koszt budowy „Oasis of the Seas” wyniósł około 1,5 miliarda dolarów (1 miliard euro), co oprócz pozycji największego dotychczas statku pasażerskiego, czyni go również najdroższym w historii żeglugi cywilnej. Przy maksymalnym obłożeniu, statek może zabrać na pokład 6630 pasażerów i 2160 członków załogi, którzy ulokowani zostają w 2700 kajutach, w tym luksusowych, piętrowych apartamentach typu loft. Prędkość maksymalna wynosi 22,6 węzła (41,8 km/h).

## Wyposażenie
Wśród atrakcji na 16 pokładach statku znajdują się m.in. baseny z jacuzzi, aquapark, kasyno, sklepy i butiki, restauracje i drink bary. Pasażerowie mogą też korzystać z obiektów sportowych, w tym lodowiska, kręgielni, ścianki wspinaczkowej, czy specjalnie przystosowanego basenu do surfingu oraz także grać w golfa. Statek posiada amfiteatr na 750 osób. Wzdłuż pokładu ciągną się dwie szerokie promenady otoczone piaszczystymi plażami, w innych miejscach obsadzone drzewami i trawnikami, które w centralnej części zostały połączone Central Parkiem – parkiem wielkości boiska piłkarskiego, na którym zasadzono kilkanaście tysięcy prawdziwych drzew i krzewów.

## Statki siostrzane
W 2010 roku zwodowano siostrzany statek Oasis – MS Allure of the Seas.